# COCONA
COCONA（ここな、1990年1月28日 - ）は、日本のAV女優。プライムエージェンシー所属。
出身地:東京都。身長:167cm。スリーサイズ:B85(D)・W58・H88cm。

## 略歴・人物
2010年にデビューした黒ギャル系のAV女優である。

## 出演作品

### アダルトビデオ
2010年
- 生き残ってた!! マンバギャル!!! （5月13日、GARCON）
- VANILLA 21 小麦ちゃんのお尻 （6月2日、プレステージ）
- 黒ギャルだょ!!乱交パーティー!!! やっぱギャルのてっぱんは乱交ぢゃん!!! （6月10日、GARCON）
- WATER POLE 94 （6月11日、プレステージ）
- 東京GalsベロCity 31 （7月15日、ドリームチケット） ※「ココナ」名義
- kira☆kira BLACK GAL SPECIAL 〜小悪魔GALSお宅訪問☆押しかけSEX〜 （7月19日、kira☆kira）
- 黒ギャルサンオイル手コキ （8月6日、虎堂）…オムニバス作品
- 黒ギャルBIKINI FUCKERS 2 （9月3日、虎堂）…オムニバス作品
- 黒ギャルネイルクリクリオナニー （9月3日、虎堂）…オムニバス作品
- 黒ギャルだよ!!全員集合!!! イタズラ逆ナンはマジやばくねぇ〜!!! Vol.03 （9月9日、GARCON）
- Gal's NIGHT 12 （9月16日、グローリークエスト）
- ブッチューして♥ヤバ、またイク! （9月19日、乱丸）
- 黒ギャルベロベロ接吻マニア （10月1日、虎堂）…オムニバス作品
- 高額バイト 14 黒くて見た目が強そうでパイパンでヤリマンなモモさんに手と口で1回、セックスで2回ヌイてもらったり、拘束してイジメました。 （10月19日、ドグマ） ※「モモ」名義
- kira☆kira Festival 泥酔GALS☆集団中出し －巨乳ばかりの海の家2010－ （10月19日、kira☆kira）…オムニバス作品
- 黒ギャルフェラチオ連続発射 （11月5日、虎堂）…オムニバス作品
- BLACK GAL HIP MANIA 2 （11月5日、虎堂）
- オレがギャルにしたいエロい事。 5 （11月13日、U&K）
- 表参道で働くギャル社長 No.04 （11月18日、ZeTToN）
- 顔面騎乗されてシコられちゃった! 2 （11月19日、セックスエージェント）…オムニバス作品
- 黒ギャルオイルマッサージ （12月3日、虎堂）…オムニバス作品
- ガッバガバなマ○コより絞まりがイイ! ギャルのクチビル。 （12月13日、U&K）…オムニバス作品
- 極上くちマ○コ チ○ポが大好きな女たちのフェラチオ踊り喰い （12月16日、グローリークエスト）…オムニバス作品
- 放課後足コキ&フェラチオ （12月19日、kira☆kira）…オムニバス作品

2011年
- 究極の黒ギャルマニアックス BLACK 4HIPS （1月1日、アイデアポケット）
- 極エロJK勢揃い!! 超ギャル女子学園!!! vol.02 （1月8日、GARCON）
- 黒マグロ!!! 援交ギャル校生! （1月13日、U&K）…オムニバス作品
- kira☆kira4周年特別企画 BLACK GAL SPECIAL 史上空前15GALS超狂大乱交 （1月19日、kira☆kira）
- 「きつつきフェラ No.2」 （1月21日、セックスエージェント）…オムニバス作品